# Калитвинцев, Юрий Николаевич
Ю́рий Никола́евич Кали́твинцев (укр. Юрій Миколайович Калитвинцев; род. 5 мая 1968, Волгоград) — советский, российский, украинский футболист и футбольный тренер.

## Биография
В чемпионатах СССР выступал за волгоградский «Ротор» (1985—1986, 1988—1991) и ростовский СКА (1986—1988, в качестве армейской службы).
В конце 1991 перешёл в московское «Динамо», в составе которого дважды стал бронзовым призёром чемпионата России (1992, 1993). Начало сезона-1994 отыграл в дубле «Динамо» в Третьей лиге, а остаток сезона — в нижегородском «Локомотиве». Несмотря на полученный в конце сезона в матче с владикавказским «Спартаком» перелом ноги, был приглашён в киевское «Динамо» президентом клуба Григорием Суркисом, отклонив предложение московского «Торпедо». Четырежды становился чемпионом Украины (1995, 1996, 1997, 1998) и дважды — обладателем Кубка Украины (1996, 1998).
В 1998 году перешёл в турецкий «Трабзонспор», но покинул команду через несколько месяцев из-за невыплаты зарплаты. Карьеру футболиста закончил в 2000 году в киевском ЦСКА.
После смены российского гражданства на украинское, провёл 22 матча за сборную Украины и забил один гол (11 июня 1995 года в рамках отборочного турнира на Чемпионат Евро 1996 года в ворота сборной Хорватии (1:0)).
В качестве тренера работал с клубом «Закарпатье» Ужгород (2001—2002) и с юношеской сборной Украины (2003—2006; 2009). В 2009 году привёл украинских юношей к победе на домашнем чемпионате Европы.

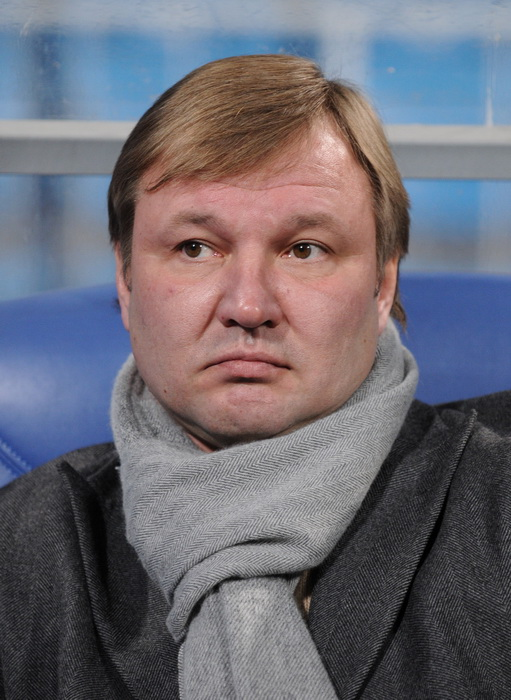
Юрий Калитвинцев в 2010 году

В 2007—2009 годах тренировал совместно с Геннадием Литовченко команду «Динамо-2» (Киев) из Первой лиги Украины.
Участвовал в конкурсе на должность главного тренера сборной Украины. Конкурс выиграл Мирон Маркевич, а Калитвинцева Федерация футбола Украины назначила его помощником. С 25 августа 2010 года, после ухода Маркевича в отставку, исполнял обязанности главного тренера сборной. 21 апреля 2011 года проиграл Олегу Блохину на выборах главного тренера сборной Украины. Принял предложение Блохина работать в главной футбольной сборной страны помощником главного тренера. 23 июля 2012 года Калитвинцев принял решение покинуть свой пост в сборной.
19 января 2013 года Калитвинцев был назначен главным тренером нижегородской «Волги», а 27 марта 2014 года подал заявление об отставке. Заявление было принято. Особых успехов на этом посту Калитвинцев не добился.
6 июня 2016 года советом директоров «Динамо» (Москва) был назначен главным тренером команды. По итогам первого сезона на посту главного тренера Калитвинцеву удалось вернуть команду в Премьер-лигу. Он был признан лучшим тренером ФНЛ.
7 октября 2017 года клубом было сообщено об отставке Калитвинцева по обоюдному согласию сторон. Этому предшествовало поражение от «Локомотива» (1 октября со счётом 0:3), после которого «Динамо» опустилось на предпоследнее, 15-е место в турнирной таблице Премьер-лиги. За два дня до объявления об отставке прошло командное собрание, на котором Калитвинцеву выразили кредит доверия, но затем решение было изменено.
25 февраля 2021 года Юрий Калитвинцев был назначен на должность главного тренера футбольного клуба «Олимпик» (Донецк). Соглашение подписано сроком на 1,5 года. 3 мая 2021 года Калитвинцев покинул клуб по обоюдному согласию сторон из-за неудовлетворительных результатов команды.
С 15 июня 2021 года — главный тренер клуба Первой лиги Украины «Полесье» (Житомир).

## Тренерская статистика
| Команда         | Страна  | Начало работы   | Окончание работы | Результаты | Результаты | Результаты | Результаты | Результаты |
| Команда         | Страна  | Начало работы   | Окончание работы | И          | В          | Н          | П          | % побед    |
| --------------- | ------- | --------------- | ---------------- | ---------- | ---------- | ---------- | ---------- | ---------- |
| Закарпатье      | Украина | 1 июля 2001     | 30 июня 2002     | 32         | 7          | 7          | 18         | 021,88     |
| Украина U-17    | Украина | 1 июля 2006     | 30 июня 2007     | 3          | 0          | 1          | 2          | 000,00     |
| Динамо-2        | Украина | 1 июля 2007     | 14 июня 2010     | 68         | 24         | 18         | 26         | 035,29     |
| Украина U-19    | Украина | 20 июня 2009    | 1 сентября 2009  | 5          | 3          | 2          | 0          | 060,00     |
| Украина (и. о.) | Украина | 25 августа 2010 | 21 апреля 2011   | 8          | 3          | 3          | 2          | 037,50     |
| Волга НН        | Россия  | 19 января 2013  | 27 марта 2014    | 34         | 8          | 6          | 20         | 023,53     |
| Динамо Москва   | Россия  | 6 июня 2016     | 7 октября 2017   | 54         | 30         | 13         | 11         | 055,56     |
| Олимпик Донецк  | Украина | 25 февраля 2021 | 3 мая 2021       | 10         | 1          | 1          | 8          | 010,00     |
| Полесье         | Украина | 13 июня 2021    | 11 марта 2024    | 65         | 38         | 12         | 15         | 058,46     |
| Всего           | Всего   | Всего           | Всего            | 279        | 114        | 63         | 102        | 040,86     |

## Обвинения
Назначение Калитвинцева на пост тренера московского «Динамо» вызвало бурную реакцию известного тележурналиста Владимира Соловьёва, болеющего за команду с детства. Соловьёв назвал Калитвинцева «махровым русофобом и укропатриотом», добавив: «Он недавно ещё говорил, что в России никогда не будет работать». Здесь были искажены слова тренера, приведённые на сайте украинских телеканалов «Футбол 1» и «Футбол 2»: «Наверное, в Россию не поеду. Я не так категоричен — считаю, что человек, который говорит категорично, — невежда. Но если у меня будет альтернатива, то я её рассмотрю не в пользу России. Не из-за того, что происходит, — не хотелось бы здесь смешивать всё. Мне не понравилось другое. Родившись в Волгограде, много лет отыграв в союзном чемпионате, первое время я был украинцем, который приехал на чужое место. Так писали первое время. Но потом, как мне кажется, они смягчились — благодаря моей работе».
Соловьёв также утверждал, что в «Волгe» Калитвинцев проводил тренировки на украинском языке («…так как русские футболисты всё равно понимают, а ему противно говорить на русском»). Между тем игравший в команде Андрей Буйволов заявил: «То, что он разговаривал с нами на украинском, это чистая неправда. Как тренер, Калитвинцев общался с нами на русском, и никаких намеков на русофобские настроения вообще не было. Мы тренировались и играли в футбол. Политику никто даже и не трогал». Это подтвердил и Евгений Алдонин: «Я был в „Волге“ год. Ничего подобного не видел и не слышал. При мне все установки и тренировки Юрий Николаевич Калитвинцев проводил только на русском языке. Исключительно на русском. Никакой политики, политологии я не чувствовал, не замечал. У меня остались хорошие воспоминания об этом специалисте».

## Достижения

### В качестве игрока
«Динамо» (Киев)
- Чемпион Украины (4): 1994/95, 1995/96, 1996/97, 1997/98.
- Обладатель Кубка Украины (2): 1995/96, 1997/98.
- Обладатель Кубка чемпионов Содружества (2): 1997, 1998.

### В качестве тренера
Сборная Украины (до 19)
- Чемпион Европы среди юношеских сборных до 19 лет: 2009

«Динамо» (Москва)
- Победитель Первенства ФНЛ: 2016/17

«Полесье» (Житомир)
- Победитель Первой лиги Украины: 2022/23

### Личные
- В списках лучших футболистов Украины[укр.] (4): 1994/95 — № 2, 1995/96 — № 2, 1996/97 — № 1, 1997/98 — № 1.
- Футболист года в чемпионате Украины: 1995
- Лучший футболист России 1994 года (по оценкам «Спорт-Экспресс»).
- В списках лучших футболистов чемпионата России (2): 1992 — № 2, 1994 — № 3.
- Лучший тренер Первенства ФНЛ: 2016/17[9].

## Награды
- Украинский орден «За заслуги» III (1998[20] и 2006)[21] и II (2011)[22] степеней.

## Семья
Сын — Владислав — также футболист.